# معهد تكنولوجيا المعلومات (مصر)
معهد تكنولوجيا المعلومات (بالإنجليزية: Information Technology Institute واختصارا: ITI) وهو معهد تابع لوزارة الاتصالات وتكنولوجيا المعلومات المصرية. أشرف على إنشائه مركز المعلومات ودعم اتخاذ القرار التابع لمجلس الوزراء عام 1992. وبدأ المعهد من هذا التاريخ بتخريج أكثر من 5500 خريج على مدار 38 دفعة (حتى عام 2017) ويُعد خريجو المعهد النواة الرئيسية لصناعة تكنولوجيا المعلومات في مصر. المعهد هو القائم بالإشراف على مراكز المعلومات على مستوى جمهورية مصر العربية وهو الذي يوزع معاير الجودة (الأيزو) على هذه المراكز وبالتعديلات التي تطرأ على معايير الجودة كما أنه يقدم منحة التسعة أشهر في مجالات تكنولوجيا المعلومات المختلفة سواء شبكات الحاسوب، التعليم الإلكتروني، نظام المعلومات الجغرافي الوسائط المتعددة، البرمجة وغيرها من المجالات وتعتبر هذه المنحة من أفضل المنح المقدمة على مستوى الشرق الأوسط.
تأسس معهد تكنولوجيا المعلومات في عام 1992 بمعرفة مركز المعلومات ودعم اتخاذ القرار التابع للحكومة المصرية بهدف إتاحة الفرصة لظهور مجتمع يقوم على المعرفة من خلال رعاية جيل جديد من المتخصصين، ونظرًا للدور المحوري الذي يقوم به المعهد في تطوير مجال تكنولوجيا الاتصالات والمعلومات، فقد أصدر رئيس الوزراء الدكتور أحمد نظيف قرارًا انتقلت بموجبه تبعية المعهد إلى وزارة الاتصالات وتكنولوجيا المعلومات في أبريل عام 2005، ويقبل المعهد كل عام عددًا محدودًا من الخريجين من أي تخصص للالتحاق ببرنامج التدريب الذي تشرف عليه، والذي يضم 14 تخصصًا من التخصصات المختلفة، وقد أدى نجاح البرنامج إلى تقدم ما يقرب من 5000 خريج سنويًا بطلبات التحاق بالمعهد.
تأسست هيئة تنمية صناعة تكنولوجيا المعلومات (إيتيدا) في مصر عام 2004 سعيًا إلى النهوض بمستوى صناعة تكنولوجيا المعلومات في البلاد، وقد أخذت الهيئة على عاتقها تطوير صناعة تكنولوجيا المعلومات المصرية وتيسير سبل انتشارها. وبفضل الدعم الحكومي منقطع النظير، تسعى الهيئة إلى الاستفادة من مجموعة كبيرة من المزايا والامتيازات التي توفرها لها الحكومة المصرية، كما تعمل على تضافر جهود القطاعين العام والخاص حتى تحظى مصر بمكانة متقدمة بين الدول في مجال تكنولوجيا المعلومات والاتصالات. قام برنامج تطوير مهارات الخريجين المصريين (EDU Egypt) بإطلاق المرحلة الثانية من برنامج «تدريب المدربين»(TTT) بالتعاون مع ثلاث جهات معنية بتقديم الخدمات التعليمية من الهند، ألا وهي: شركات Infosys وIBM وFirstSource، وذلك اعتبارًا من 3 مايو حتى 25 يونيو 2009.
وتهدف الدورة التدريبية التي ستمتد من ستة إلى ثمانية أسابيع إلى تدعيم قطاع العمل المتصل بمجال عملية تعهيد الأعمال (BPO) في مصر وذلك عبر تزويد خريجي الجامعات بمناهج شاملة ومتعددة المستويات ومستفيضة في هذا المجال. وسوف يتضمن البرنامج موضوعات مثل: المهارات اللغوية والفروق الثقافية والحضارية وخدمة العملاء إلى جانب مهارات التعامل مع الحاسب ومعالجة البيانات.
وتجدر الإشارة إلى أن البرنامج هو نتاج بروتوكول تعاون بين وزارة الاتصالات وتكنولوجيا المعلومات ووزارة التعليم العالي والدولة للبحث العلمي وقع في ديسمبر 2007 لتلبية احتياجات سوق العمل في مجال تكنولوجيا المعلومات والخدمات المرتبطة بها من خلال تنفيذ برنامج لتنمية وتطوير مهارات طلبة الجامعات والخريجين المصريين. وتم تنفيذ البرنامج بالتنسيق بين معهد تكنولوجيا المعلومات وهيئة تنمية صناعة تكنولوجيا المعلومات.
وقد كشفت دراسة دولية أصدرتها حديثا شركة «ماكينزي» الاستشارية العالمية أن المهارات الاحترافية والكفاءات البشرية باتت «أولوية إستراتيجية». وأوضحت الدراسة أن قيادات الشركات العالمية تهتم بموضوعين محوريين أحدهما يتعلق بإيجاد العمالة المدربة باعتبارها من أهم الشروط المسبقة لنجاح العمليات التي تقوم بها هذه الشركات والاحتفاظ بها حتى نهاية هذا العقد، والأخر يتضمن توقعات لنصف هذه الشركات باشتعال المنافسة فيما بينها للتنافس على هذه المواهب وأن هذا التنافس سيتخذ شكلًا عالميًا بما سيكون له أثر بالغ عليها خلال الأعوام الخمسة المقبلة، وأنه لا يوجد توجه عالمي أخر يناظر هذا التوجه.
وفي هذا السياق، يحدد البروتوكول إطار عمل عام كما يضع خطة تنفيذية بهدف إتاحة دورات تدريبية للطلاب فيما يتعلق بمهارات البرامج والقدرات اللغوية والكفاءة التقنية. ويهدف المشروع إلى تعزيز حجم التوظيف لخريجي الجامعات المصرية، إلى جانب إعدادهم للمشاركة في السوق المحلية والعالمية. ويُعد هذا الجهد التعاوني جزءًا من مبادرة تطوير قوة العمل بغية تقليص الفجوة بين قدرات الطالب وتوقعات صاحب العمل بالنسبة لمستوى استعداد العاملين لديه.

## الخدمات
من أشهر الخدمات التي يقدمها معهد تكنولوجيا المعلومات
- برنامج التدريب الاحترافي (9 أشهر)
- برنامج التدريب الاحترافي (3 أشهر)

## فروع المعهد
- الفرع الرئيسي (القرية الذكية)
- فرع الإسكندرية
- فرع المنصورة
- فرع أسيوط
- فرع جامعة قناة السويس
- فرع النزهة
- فرع جامعة سوهاج

## الجامعات الشريكة
- جامعة نوتنجهام (المملكة المتحدة)
- جامعة أوريجون (الولايات المتحدة الأمريكية)
- جامعة لوند (السويد)
- جامعة بادربورن (ألمانيا)
- معهد دبلن للتكنولوجيا (أيرلندا)

## الشهادات
شهادة الجودة العالمية CMMI-SVC-V1.3 الخاصة بتطبيق معايير نموذج القدرة والنضوج المتكامل الخاصة بالمؤسسات وإدارة الخدمات؛ وبذلك يصبح أول معهد تدريبي وتعليمي في العالم يحصل علي هذه الشهادة الدولية، وذلك تحت إشراف مركز تقييم واعتماد هندسة البرمجيات التابع لوزارة الاتصالات وتكنولوجيا المعلومات والشريك المصري لمعهد هندسة البرمجيات الأمريكي الذي أقر اجتياز المعهد لمعايير الجودة في هذا المجال.

## وصلات خارجية
- الموقع الرسمي